# Kemijärvi
Kemijärvi (severosámsky Giemajávri) je město ležící v severním Finsku v provincii Laponsko. Leží 86 km severovýchodně od Rovaniemi. Je to také nejsevernější město ve Finsku. Celá správní oblast města (včetně blízkých vesnic) má 9 759 obyvatel žijících na území o rozloze 3929,7 km² z nichž 427,56 km² je voda. Hustota osídlení je 2,8371 obyvatel na km². Město je sevřeno mezi jezera Kemijärvi a Pöyliöjärvi.

## Historie

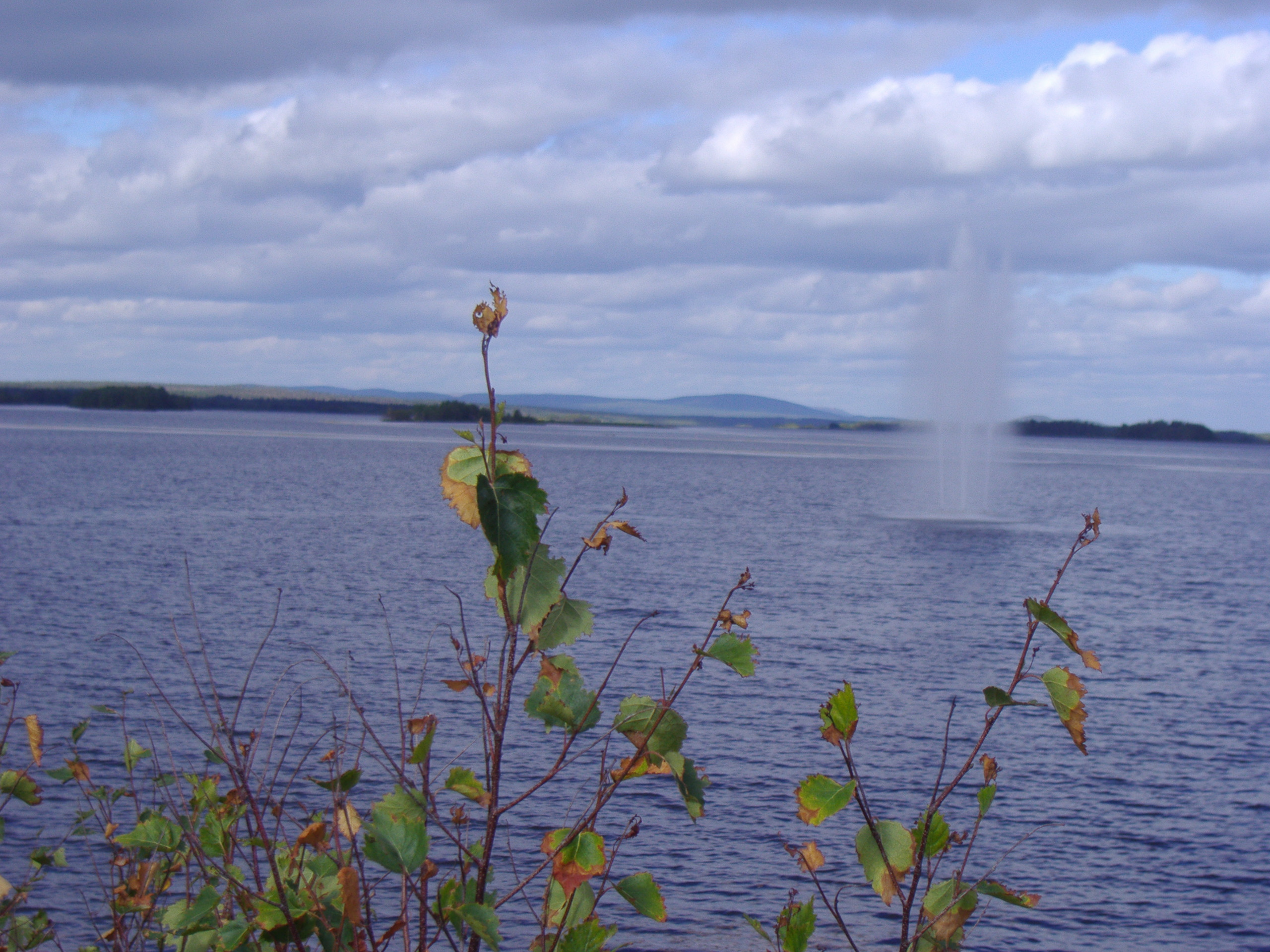
Řeka Kemijoki, která se vlévá do jezera Kemijärvi v centru stejnojmenného města

Prvním stálým obyvatelem Kemijärvi byl Paavali Ollinpoika Halonen, který se přestěhoval z regionu Oulu, z Niskakylä, Utajärvi do Kemijärvi okolo roku 1580. Jeho žena Anna Laurintytär Halonenová a jejich děti byli Paavo, Olli a Pekka Halonenovi. Místo, kde se Paavali usídlil, je dnes známé jako Halosenranta. V době příchodu prvních osadníků již oblast nebyla obydlena sámskými kmeny, ale o tom, že tomu tak bylo dříve, svědčí Ämmänvaara - staré posvátné místo Sámů.

## Zajímavosti

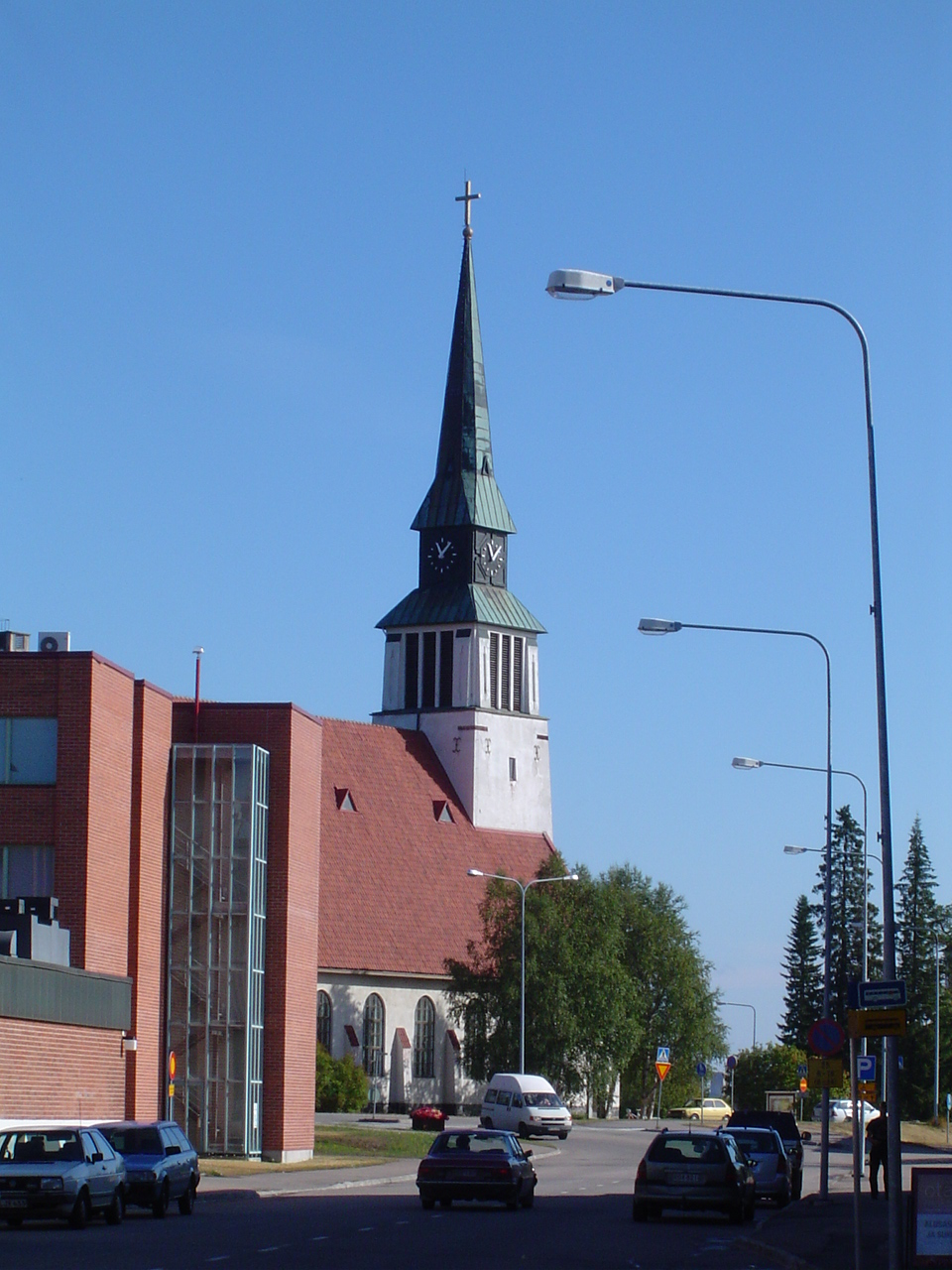
Kostel v Kemijärvi

Socha Otevírání polárního kruhu slouží také jako pohodlná lavička

Asi 50 km severně od města leží nejstarší finský národní park Pyhä-Luosto. Do parku i zpět je pravidelné autobusové spojení (2–3krát denně, cena přibližně 6 euro (2006)).
Největší přírodní atrakcí ležící v bezprostředním okolí města je 16 metrů vysoký vodopád Auttiköngäs.
Přímo v centru města je pak několik moderních soch, z nichž nejvýznamnější je zřejmě „Otevírání polárního kruhu“ (Lucien den Arend, 1990), což je 20 metrů dlouhá ocelová skulptura. Dále se zde nachází kostel z roku 1951 (věž se zvonem je však z roku 1774) navržený Bertelem Liljeqvistem.

## Okolní vesnice
Vesnice spadající do okresu Kemijärvi jsou Halosenranta, Hyypiö, Isokylä, Joutsijärvi, Juujärvi, Kallaanvaara, Kostamo, Leväranta, Luusua, Oinas, Perävaara, Ruopsa, Räisälä, Sipovaara, Soppela, Tapionniemi, Tohmo, Ulkuniemi, Varrio a Vuostimo.